# Ángel Lanchas Rico
Ángel Lanchas Rico (Méntrida, 11 de novembre de 1950) fou un futbolista castellanomanxec de la dècada de 1970.

## Trajectòria
Jugava a la posició de lateral esquerre, malgrat també podia jugar al costat dret. Es formà al futbol base del Reial Madrid, jugant més tard als filials Plus Ultra i Castella CF. Destacà al Gimnàstic de Tarragona la temporada 1973-1974, i a continuació a la UD Salamanca, club amb el qual jugà tres temporades a primera divisió.
Arribà al RCD Espanyol la temporada 1977-78, en una etapa de transició per al club coincidint amb la marxa de l'entrenador José Emilio Santamaría. En total defensà durant cinc temporades els colors blanc-i-blaus. Les tres primeres temporades fou titular indiscutible, però les dues següent jugà pocs partits, principalment a causa de les lesions. Essent jugador de l'Espanyol disputà un partit amb la selecció espanyola el 1978 a El Molinón davant Noruega.